# Canadian Soccer League 1999
La Canadian Soccer League  1999 fue la segunda edición de la liga de fútbol canadiense. Estuvo organizado por la Asociación Canadiense de Fútbol y participaron 8 clubes.
Al final del campeonato, el Toronto Olympians obtuvo la primera posición con 40 puntos, después de haber ganado 13 partidos. También fue el club que más goles anotó, con un total de 56 y solo 7 en contra. Después de la clasificación final, los cuatro mejores equipos disputaron una ronda eliminatoria para definir a los finalistas de la copa Rogers. En los 90 minutos reglamentarios de la final, el Toronto Olympians se impuso 2-0 y consiguió un nuevo campeonato.
El torneo también entregó varios, entre ellos, al jugador más valioso que fue Elvis Thomas del Toronto Olympians, el goleador Eddie Berdusco del Toronto Olympians y el técnico del año que fue David Gee del Toronto Olympians y Tony LaFerrara del London City, entre otros.

## Equipos participantes
| Equipo                | Estadio                 | Ciudad         |
| --------------------- | ----------------------- | -------------- |
| Glen Shields          | Dufferin District Field | Vaughan        |
| London City           | Cove Road Stadium       | London         |
| North York Astros     | Esther Shiner Stadium   | North York     |
| St. Catharines Wolves | Club Roma               | St. Catharines |
| Toronto Croatia       | Centennial Park         | Etobicoke      |
| Toronto Olympians     | Birchmount Stadium      | Scarborough    |
| York Region Shooters  | Highland Park           | Aurora         |
| Oshawa Flames         | Oshawa Civic Stadium    | Ontario        |

## Tabla general
| Posición              | Equipo                  | PJ | PG | PP | PE | GF | GC | GD  | Puntos |
| --------------------- | ----------------------- | -- | -- | -- | -- | -- | -- | --- | ------ |
| 1                     | Toronto Olympians       | 14 | 13 | 0  | 1  | 56 | 7  | +51 | 40     |
| 2                     | Toronto Croatia         | 14 | 8  | 4  | 2  | 31 | 19 | +12 | 26     |
| 3                     | Glen Shields Sun Devils | 14 | 7  | 4  | 3  | 34 | 18 | +16 | 24     |
| 4                     | London City             | 14 | 5  | 4  | 5  | 30 | 36 | -6  | 20     |
| 5                     | Oshawa Flames           | 14 | 3  | 6  | 5  | 19 | 26 | -7  | 14     |
| 6                     | St. Catharines Wolves   | 14 | 3  | 7  | 4  | 19 | 30 | -11 | 13     |
| 7                     | York Region Shooters    | 14 | 3  | 8  | 3  | 20 | 34 | -14 | 12     |
| 8                     | North York Astros       | 14 | 2  | 11 | 1  | 16 | 55 | -39 | 7      |
| Estadísticas finales. |                         |    |    |    |    |    |    |     |        |

 PJ = Partidos jugados; PG = Partidos ganados; PP = Partidos perdidos; PE = Partidos empatados;
GF = Goles a favor; GC = Goles en contra; GD = Goles de diferencia
| \| \| Equipos clasificados a una ronda eliminatoria \| |                                               |
|                                                        | Equipos clasificados a una ronda eliminatoria |

## Rondas eliminatorias de la copa Rogers
- Toronto Croatia 5–2 Glen Shields Sun Devils[4]
- Toronto Olympians 4–1 London City[4]

### Final
Toronto Olympians 2–0 Toronto Croatia

## Goleadores
| Posición | Jugador         | Nacionalidad | Club              | Goles |
| -------- | --------------- | ------------ | ----------------- | ----- |
| 1        | Eddy Berdusco   | Canadá       | Toronto Olympians | 25    |
| 2        | Elvis Thomas    | Canadá       | Toronto Olympians | 21    |
| 3        | Gus Kouzmanis   | Canadá       | Toronto Olympians | 16    |
| 4        | Mike Glasgow    | Canadá       | Glen Shields      | 10    |
| 5        | Phil Ionadi     | Canadá       | Glen Shields      | 10    |
| 6        | Andy Madeiros   | Canadá       | Toronto Croatia   | 10    |
| 7        | John Matas      | Canadá       | Toronto Olympians | 10    |
| 8        | Semir Mesanovic | Canadá       | London City       | 10    |

## Premios
- Jugador más valioso: Elvis Thomas, Toronto Olympians[3]
- Goleador: Eddie Berdusco, Toronto Olympians[3]
- Árbitro del año: Silviu Petrescu[3]
- Técnico del año: David Gee, Toronto Olympians; Tony LaFerrara, London City[3]
- Mejor portero: George Azcurra, Toronto Croatia[3]